# الدوري البيروي لكرة القدم 1981
الدوري البيروفي لكرة القدم 1981 (بالإسبانية: Campeonato Descentralizado 1981)‏ هو الموسم 53 من الدوري البيروفي لكرة القدم. كان عدد الأندية المشاركة فيه 16، وفاز فيه نادي ميلغار أريكيبا.